# Brownscher Darstellungssatz
Der Brownsche Darstellungssatz ist im mathematischen Teilgebiet der Algebraischen Topologie ein Satz über die Darstellbarkeit bestimmter Funktoren von der Homotopiekategorie der Kategorie der punktierten zusammenhängenden Zellkomplexe in die Kategorie der Mengen. Das bekannteste Beispiel sind dabei singuläre Kohomologiegruppen, welche durch Eilenberg-MacLane-Räume dargestellt werden. Benannt ist der Satz nach Edgar H. Brown, der diesen im Jahr 1962 aufstellte.

## Aussage
Ein Funktor {\displaystyle F\colon \operatorname {Ho} (\mathbf {ConnCW} _{*})\rightarrow \mathbf {Set} }, welcher:
- Koprodukte (also Wedge-Produkte) auf Produkte abbildet:
{\displaystyle F\left(\bigvee _{i\in I}X_{i}\right)=\prod _{i\in I}F(X_{i})}
- Homotopiekofaserprodukte auf schwache Faserprodukte abbildet

ist darstellbar. Es existiert also ein punktierter zusammenhängender Zellkomplex {\displaystyle X} mit:
{\displaystyle F\cong \operatorname {Ho} (\mathbf {ConnCW} _{*})(-,X).}

## Beispiele
Aus dem Brownschen Darstellungssatz folgt insbesondere die Darstellbarkeit von singulärer Kohomologie. Etwa ist:
{\displaystyle H^{1}(-,\mathbb {Z} _{2})\cong [-,\mathbb {R} P^{\infty }];}
{\displaystyle H^{2}(-,\mathbb {Z} )\cong [-,\mathbb {C} P^{\infty }].}